# Röntec
Röntec est un fabricant allemand d’instruments de mesure par rayons X. Le siège se trouve à Berlin-Adlershof, et le groupe comporte des antennes au Royaume-Uni, en France et aux États-Unis. Il a été racheté en 2005 par Bruker AXS.

## Activité
Leur spécialité sont les détecteurs à semi-conducteur pour l'analyse dispersive en énergie, et en particulier des détecteurs en silicium non dopé (détecteur à dérive en silicium, drift silicon detector). Les détecteurs au silicium dopé doivent être refroidis d'une part pour diminuer le bruit de fond, d'autre part pour éviter la migration du dopant ; l'avantage des détecteurs non dopés est qu'ils ont pas besoin d'être beaucoup refroidis, et notamment ne nécessitent pas d'azote liquide.
Ils produisent également des appareils mettant en œuvre ces détecteurs, essentiellement des appareils de fluorescence X et de diffraction X portables.

## Historique
Röntec fut fondée en 1991, après la chute du Mur de Berlin, par treize chercheurs, ingénieurs et scientifiques de l'Académie des sciences de la République démocratique allemande (Akademie der Wissenschaften der DDR). Ils étaient membres d'un département qui avait développé une activité de recherche et développement en détecteurs de rayons X, les détecteurs du marché étant trop onéreux ; ils fournissaient déjà l'Europe de l'Est. La société fut fondée afin de ne pas laisser perdre le savoir-faire.
En 2001, le groupe comptait 60 personnes dans le monde, avec trois sociétés : RÖNTEC GmbH, RÖNTEC Holding AG et INTAX GmbH.
En 2005, le groupe ainsi que son concurrent Princeton Gamma-Tech (PGT), ont été rachetés par Bruker AXS pour former la branche Bruker AXS Microanalysis.